# Przemysław Frankowski (dziennikarz)
Przemysław Frankowski, ps. Jah-Jah (ur. 21 maja 1958 w Poznaniu, zm. 4 czerwca 2022) – polski dziennikarz muzyczny, autor tekstów piosenek i wokalista.

## Życiorys
Wokalista i autor tekstów zespołu roots reggae Basstion. W latach 90. pracował w Radiu S, następnie w Radiu Eska oraz w RMF FM i Radio 94 FM. Od 2007 do 2017 prowadził audycje w Antyradiu. Następnie prowadził audycję Dża Dża Studio w Radiospacji.